# 富乗合タクシー
富乗合タクシー（とみのりあいタクシー、通称やませみ号）は、岡山県中央部で運行している乗合タクシー。
中鉄美作バスの勝山～大倉線が2007年10月31日限りで廃止されたことを受け、同年11月1日から運行を開始した。

## 概要
- 中国勝山駅から鏡野町の旧・富村中心部の富振興センター前までを結ぶ。
- 運行は中田石油店（とみタクシー）に委託されている。
- 鉄道路線とは久世駅（姫新線）で接続している。
- 運賃は500円均一。回数券は5,000円券（500円券の11枚綴り）。
- 1日1往復。（日曜・祝日・振替休日は運休）
- 中国勝山駅～真庭市役所間のみの利用はできない。

## 路線
詳細な運行案内は、#外部リンクを参照のこと。
- 中国勝山駅・勝山高校前・久世駅前・真庭市役所 - 大倉 - 富振興センター前

## 車両

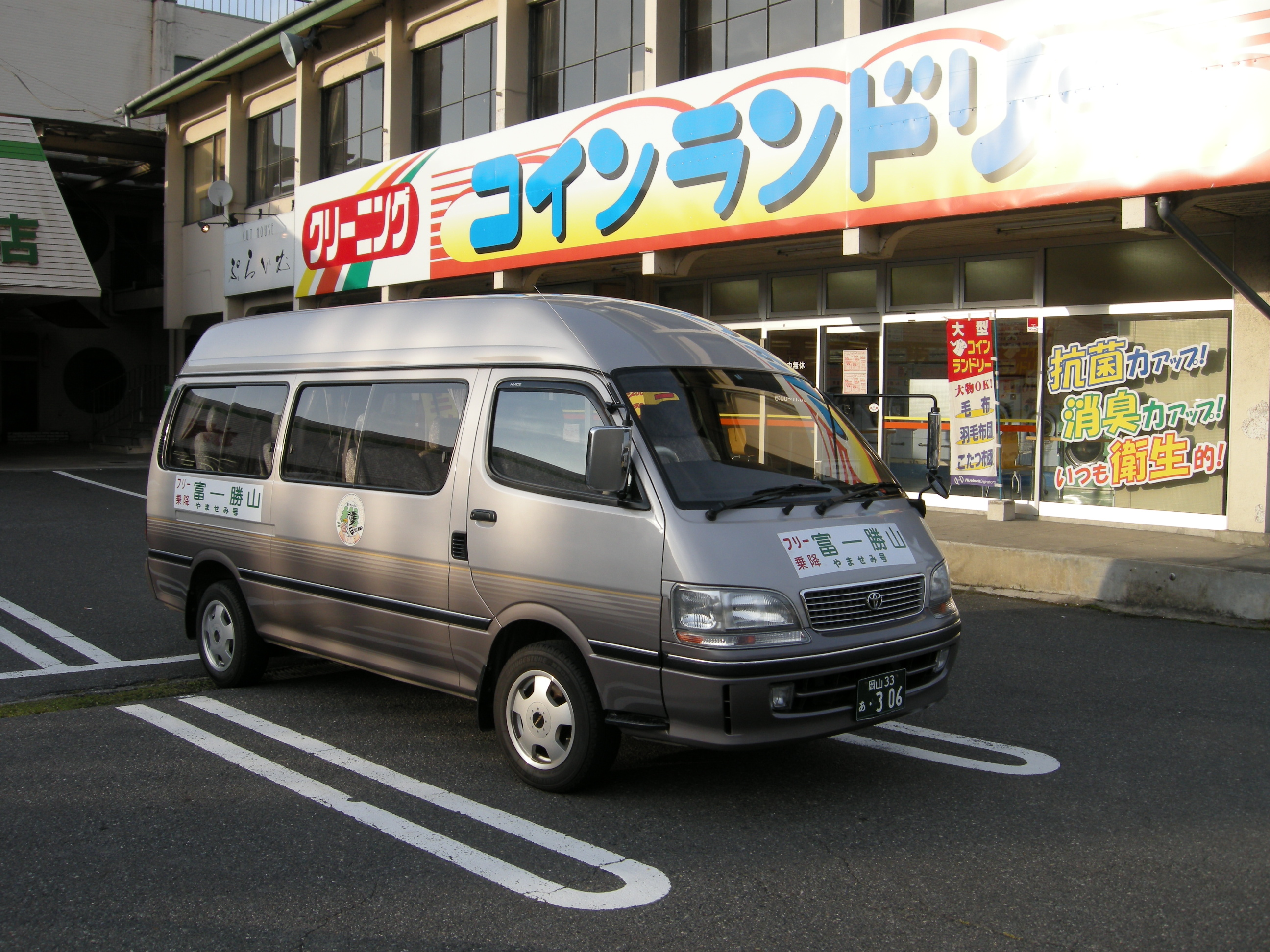
やませみ号車両

- トヨタ・ハイエースを使用している。